# ZIGZAG NOVELS
ZIGZAG NOVELS（ジグザグノベルズ）は、2006年1月から2007年4月にかけてリーフ出版から刊行されていたライトノベル系ノベルズレーベル。公募で作品を募集し、公式サイト上に作品の一部分を掲載して人気投票を行い上位作品を刊行する形式で注目を集めたが、2007年4月9日にリーフ出版が裁判所から破産宣告を受け会社清算手続きに入ったことに伴い廃刊し、同社が業務を停止した4月5日発売分までの全タイトルが絶版となった。但し、リーフ出版の営業機能を請け負っていた星雲社が、引き続き在庫の管理・販売を行っているため在庫が残っている限り既刊タイトルは現在でも新刊書店で入手することが可能である。
なお、同年3月発売分までのタイトルは電子書籍版が電子書店パピレスで販売されていたが現在は全タイトルが販売停止となっている。
（2009年3月、イット1、イット2が、またイット3は9月に各2分冊の扱いで電子書店パピレスより復刊された）

## タイトル一覧
- タイトル（著者/イラスト）

著者五十音順

### あ行
- アルカン年代記 -風霊《かぜ》と舞う少年-（秋津透/長澤真）
- バトルジャッジ（秋津透/百瀬寿）
- 幸福眼少女 -エンジェルアイズ-（麻田奈利/廣岡政樹）
- アーレイド物語 失せ物探しの鏡（一枝唯/TAKAKO）
- 悪魔のシッポ（いわなみちくま/金田榮路）
- 英里の内緒がいっぱい（海城彬/片瀬優）
- うぶこい ～初恋成就戦争なんだからねッ!!～（うぶこい応援委員会/屡那）
- オーディンの偽眼 白と黒の導きの手（大林憲司/鈴木康士）

### か行
- トラブる×トラベる 国境の果て 空の下（神無月ふみ/藤丘ようこ）
- イット 1～3（児玉ヒロキ/ギンカ）
- サイズミック・エモーション（こちふかば/Sino）

### さ行
- 狩籠師 ～不即不離～（篠崎砂美/田口順子）
- 勇者看護日誌 命短し看病せよ乙女（すの/裕龍ながれ）

### た行
- 闇の王（高橋ショウ/碧風羽）
- CAVE IN（都築由浩/藤城陽）
- Inter Knights Series 覇王の人形（DUO BRAND./DUO BRAND.）

### な行
- ドンこい!（夏緑/kimarin）
- アリスは語る Alice teller the Wonder.（七瀬由秋/横山えいじ）
- タイム・ダイブ 1986（西谷史/Yocky）

### は行
- 夏の悲歌（早見裕司/森田悠新）
  - 夏の悲歌 - マンガ図書館Z（外部リンク）
- 黒き河を往け（藤村脩/堤利一郎）

### ま行
- スコーピオン（諸口正巳/山本ヤマト）
- アンタレス（諸口正巳/山本ヤマト）
- クロカマキリ -鋼の同胞-（諸口正巳/薗本真三）
- フェイスレス（諸口正巳/山本ヤマト）
- 合金ミニスケープ（諸口正巳/薗本真三）

### や行
- 曾根崎祐護の裏調書（柳よしのり/佐倉汐）
- 花ユーレイ（ヤマト/しば）
- ドリームダイバー（ゆらい千白/薄葉カゲロー）
- 魔王降臨!（吉野匠/藤井利秋）